# Ліпатова Тетяна Есперівна
Тетя́на Еспе́рівна Ліпа́това (23 квітня 1924, Москва), російська та українська вчена-хімік, доктор хімічних наук — 1968, професор — 1969, лауреат Державної премії УРСР 1982 року, премії ім. Л. В. Писаржевського — 1973, премії АН СРСР та ЧССР за найкращу спільну роботу.

## Життєпис
1949 року закінчила Московський нафтовий інститут.
В 1949—1955 роках працювала в галузевих інститутах Міністерства хімічної промисловості СРСР, 1955—1956 — в НДІ при мавзолеї Лєніна-Сталіна, у 1957—1959 — Інститут хімічної фізики АН СРСР.
У 1960—1965 роках працює у Інституті загальної та неорганічної хімії АН БРСР.
Протягом 1965—1976 років працювала в Інституті хімії високомолекулярних сполук НАН України, в 1976—1984 — в Інституті органічної хімії НАН України.
1982 року вдостоєна Державної премії УРСР — за роботу «Теоретична розробка нових біодеструктуючих полімерів медичного призначення, їх експериментальна перевірка, створення технології виробництва та впровадження в клініку», співавтори — Веселовський Роман Олександрович, Горбенко Розалія Вікторівна, Даньшин Тимур Іванович, Коломійцев Андрій Костянтинович, Пхакадзе Георгій Олександрович, Сітківський Микола Борисович, Чуприна Лідія Микитівна, Шалімов Сергій Олександрович, Яценко Валентин Порфирович.
В 1986—1987 — у Київському медичному інституті ім. Богомольця.
1992 року обрана членом-кореспондентом Міжнародної академії творчості.
Її наукові полягають в площині досліджень механізмів і кінетики реакцій полімеризації, гомогенного каталізу, розробок нових біодеструктуючих полімерних матеріалів та впровадження їх в клінічне використання.
Є засновницею нового в СРСР наукового напрямку — створення полімерів для медицини, зокрема, біологічно сумісних полімерних матеріалів для ендопротезування.
Її перу належать понад 400 опублікованих праць, зокрема:
- «Каталітична полімеризація олігомерів та формування полімерних сіток», Київ, 1974,
- «Полімери в ендопротезуванні» — спільно з Г. А. Пхакадзе, Київ, 1983.

Педагог, підготувала 30 кандидатів і 3 докторів наук.
Має 12 авторських свідоцтв.
Чоловік — академік Ліпатов Юрій Сергійович.